# Булашев, Георгий Онисимович
Георгий Онисимович Булашев (1860, село Мала-Токмачка Бердянского уезда Таврической губернии — ?) —украинский духовный писатель, этнограф, литературовед, редактор.
Учился первоначально в Таврической духовной семинарии в Симферополе (1879), затем в Киевской духовной академии. В 1883 году окончил это учебное заведение и, получив степень магистра богословия, начал преподавать русский и церковнославянский языки в Киево-Подольском духовном училище. Впоследствии преподавал в Киевской духовной семинарии. Публиковался в «Черниговских епархиальных ведомостях» и «Крымском вестнике», где публиковал статьи по этнологии. С 1884 года по 1892 год был редактором киевского журнала «Воскресное чтение». С 1905 по 1906 год был главным редактором журнала «Руководство для сельских пастырей», а до 1905 года — помощником главного редактора в нём.
Пользовалась известностью его монография «Украинский народ в своих легендах, религиозных воззрениях и верованиях. Космологические народные воззрения и верования».

## Основные работы
- «Месяцесловы святых при рукописных богослужебных книгах церковно-археологического музея» (1882).
- «Преосвященный Ириней Фальковский, епископ чигиринский» (Киев, 1883, магистерская диссертация).
- «Краткая историческая записка по поводу 30-летия издания при Киевской духовной семинарии журнала „Руководство для сельских пастырей“» (Киев, 1890).
- «Александр Сергеевич Пушкин на юге России» (Киев, 1899).
- «Украинский народ в своих легендах, религиозных воззрениях и верованиях. Космологические народные воззрения и верования» (Киев, 1909).